# مول-تی-لاک
مول-تی-لاک (انگلیسی: Mul-T-Lock) شرکت امنیتی اسرائیلی است، که در سال ۱۹۷۳ تأسیس شد.